# 嘉善公主
嘉善公主（15世纪—1499年），明朝公主，明英宗和王惠妃之女。
成化二年（1466年），公主下嫁王增，王增为兵部尚书王驥之孙，也是仁宗宠妃黄充妃的侄外孙。生有两女，即孝成皇后张氏的弟弟张鹤龄之妻，会昌侯爵孙铭之妻。
弘治十二年（1499年），公主去世。